# Небески одред
Небески одред је југословенски филм из 1961. године. Режирали су га Бошко Бошковић и Илија Николић а сценарио су писали Ђорђе Лебовић и Александар Обреновић.

## Улоге
| Глумац             | Улога |
| ------------------ | ----- |
| Љуба Тадић         |       |
| Бранко Татић       |       |
| Љубиша Стојчевић   |       |
| Витомир Љубичић    |       |
| Столе Аранђеловић  |       |
| Богић Бошковић     |       |
| Карло Булић        |       |
| Милан Срдоч        |       |
| Михајло Викторовић |       |
| Стеван Штукеља     |       |

Комплетна филмска екипа  ▼
| Редитељ              | Бошко Бошковић       |                                  |
| Редитељ              | Илија Николић        |                                  |
| Сценариста           | Александар Обреновић |                                  |
| Сценариста           | Ђорђе Лебовић        |                                  |
| Композитор           | Бранимир Сакач       |                                  |
| Директор фотографије | Стево Радовић        |                                  |
| Монтажер             | Јелена Бјењас        |                                  |
| Сценограф            | Александар Миловић   |                                  |
| Помоћник режије      | Никола Јовићевић     | први помоћник редитеља           |
| Помоћник режије      | Угљеша Врбица        | други помоћник редитеља          |
| Остала екипа         | Даринка Петек        | секретар режије (као Сека Петек) |